# Jan V (patriarcha Konstantynopola)
Jan V, gr. Ιωάννης Ε΄ – patriarcha Konstantynopola w latach 669–675.

## Życiorys
Urząd patriarchy sprawował od listopada 669 do sierpnia 675 r. Jest świętym Kościoła prawosławnego. 